# Kalltjärnen, Närke
Kalltjärnen är en sjö i Örebro kommun i Närke och ingår i Norrströms huvudavrinningsområde. Sjön är 10,8 meter djup, har en yta på 0,0859 kvadratkilometer och är belägen 226,2 meter över havet.

## Delavrinningsområde
Kalltjärnen ingår i det delavrinningsområde (658253-145811) som SMHI kallar för Nedlagd mätstation. Medelhöjden är 106 meter över havet och ytan är 67,91 kvadratkilometer. Det finns inga avrinningsområden uppströms utan avrinningsområdet är högsta punkten. Kanalen (Blackstaån) som avvattnar avrinningsområdet har biflödesordning 2, vilket innebär att vattnet flödar genom totalt 2 vattendrag innan det når havet efter 233 kilometer. Avrinningsområdet består mestadels av skog (58 procent) och jordbruk (33 procent). Avrinningsområdet har 0,09 kvadratkilometer vattenytor vilket ger det en sjöprocent på 0,1 procent. Bebyggelsen i området täcker en yta av 0,61 kvadratkilometer eller 1 procent av avrinningsområdet.